# Attaque du convoi BN 7
Théâtre africain de la Seconde Guerre mondiale
Batailles
Affrontements
- Soudan
- Invasion italienne du Somaliland (Tug Argan)
- Côte française des Somalis
- Convoi BN 7
- Agordat
- Appearance
- Keren
- Saïo
- Amba Alagi
- Culqualber
- Gondar
- Guérilla italienne en Éthiopie

Articles associés
- Force Gidéon
- Résistance éthiopienne
- Flottille de la mer Rouge
- Desert Air Force
- East Indies Station
- East Africa Command

L'attaque du convoi BN 7 est un engagement naval en mer Rouge s'étant déroulé le 20 et 21 octobre 1940 pendant la Seconde Guerre mondiale, opposant une force britannique défendant un convoi de navires marchands et une flottille de destroyers italiens.
L'attaque italienne échoua, avec un seul navire marchand légèrement endommagé. Après une poursuite, le destroyer britannique HMS Kimberley torpilla le destroyer italien Francesco Nullo qui s'échoua sur l'île Harmil. Le Kimberley fut visé par les batteries côtières italiennes sur l'île et remorqué en lieu sûr par le croiseur HMS Leander.
Manœuvrer en deux groupes distincts afin d'augmenter les chances d'intercepter le convoi avait payé, mais cela sacrifia les avantages d'une concentration d'attaques ciblés contre les escortes, et un destroyer fut perdu sans résultat. Le commandement britannique d'Aden reprochait aux escortes (à l'exception du Kimberley) un manque d'agressivité, mais laisser le convoi sans défense pour chasser les navires la nuit et par temps brumeux était risqué. Les Italiens firent une autre sortie infructueuse le 3 décembre, en annulèrent une en janvier 1941 après la dégradation du Daniele Manin, visé par une bombe. Ils firent de nouveau une sortie le 24 janvier sans résultat majeur.

### Lectures complémentaires
- S. W. Roskill, The Defensive, vol. I, London, 4e impr. en ligne, coll. « History of the Second World War United Kingdom Military Series: The War at Sea 1939–1945 », 1957 (1re éd. 1954) (OCLC 881709135, lire en ligne)
- S. D. Waters, Leander, Wellington, NZ, online, coll. « The Official History of New Zealand in the Second World War 1939–1945 », 1950, 1–7 p. (OCLC 1003719), « Protection of Red Sea Convoys »